# 安徽省江南产业集中区
安徽省江南产业集中区是中华人民共和国安徽省池州市贵池区下辖的一个类似乡级单位。

## 行政区划
下辖以下地区：
安徽省江南产业集中区虚拟社区。

## 相关
- 安徽省江北产业集中区